# Valdrôme
Valdrôme ist eine französische Gemeinde mit 134 Einwohnern (Stand: 1. Januar 2022) im Département Drôme in der Region Auvergne-Rhône-Alpes (vor 2016 Rhône-Alpes). Sie gehört zum Arrondissement Die, zum Kanton Le Diois und zum 2001 gegründeten Kommunalverband Diois. Die Einwohner werden Valdrômois genannt.

## Geographie
Valdrôme liegt etwa 50 Kilometer südöstlich von Valence an der Drôme. Nachbargemeinden von Valdrôme sind Beaurières und Les Prés im Norden, La Bâtie-des-Fonds im Osten und Nordosten, La Piarre im Osten und Südosten, L’Épine im Süden und Südosten, Montmorin im Süden, Bruis im Süden und Südwesten, Saint-Dizier-en-Diois im Westen sowie Charens im Nordwesten.

## Bevölkerungsentwicklung
| Jahr                       | 1962 | 1968 | 1975 | 1982 | 1990 | 1999 | 2006 | 2018 |
| Einwohner                  | 199  | 158  | 149  | 151  | 117  | 118  | 136  | 145  |
| Quellen: Cassini und INSEE |      |      |      |      |      |      |      |      |

## Sehenswürdigkeiten
- Protestantische Kirche
- Schloss Vaugelas
- Reste einer Burganlage